# اتحاد عمال البترول الحر
اتحاد عمال البترول الحر هو حركة عمالية مصرية ذو طابع سياسي ظهرت في أواخر سبتمبر 2012.أنشأها بعض القيادات العمالية داخل قطاع البترول.
أغلب أعضاء الحركة من الشباب الذين لا ينتمون إلى تيار أو حزب سياسي معين وتحرص الحركة على عدم تبنيها لأيدلولوجية معينة حفاظا على التنوع الأيديولجي داخل الحركة ولما تفرضه ظروف مصر من ضرورة التوحد والائتلاف لصالح عمال البترول بصفة خاصة والطبقة العاملة بصفة عامة.

## أهداف اتحاد عمال البترول الحر
العمل على ربط المضمون الاجتماعي بالطابع السياسي من خلال دعم التنظيمات القاعدية للعمال ومشاركتهم احتجاجاتهم واعتصاماتهم[وصلة مكسورة] ، ورفع الوعي السياسي للأعضاء بتنظيم ندوات سياسية تهدف لأن يكون العمال طرفا في المعادلة السياسية، ومحاربة الفساد داخل قطاع البترول ورفض سياسات الفصل التعسفي وتجاهل تثبيت العمالة المؤقتة والإجراءات التقشفية التي تحاول الدولة المصرية فرضها على المواطنين برفع دعم المنتجات البترولية.

## بداية الظهور
في يوم 31 سبتمبر من عام 2012، أعلنت بعض القيادات العمالية والنشطاء معارضتهم لما يحدث تجاه الطبقة العاملة المصرية من استقطاب سياسي وأيديولوجي لايقدم أي جديد للعمال وتبنوا فكرة القيادي العمالي أحمد سعده أن يتولى العمال أمرهم بعيدا عن تلك المعارك الفكرية والدعائية. بدئت الحركة في تشكيل مجموعات من خلال بعض الاجتماعات التحضيرية لنشر فكرة أن العدالة الاجتماعية هي الأساس الذي ينبغي الاستقطاب على اساسه وان بتحقيقها يمكننا الوصول لسلام حقيقي وعالمي.
بدأ الأعضاء المؤسسين في إرسال رسائل عبر مواقع التواصل الاجتماعي تحث على مشاركة أوسع للعمال وبالفعل استجابت روابط كثيرة من مختلف شركات القطاع وخاصة الفئات المهمشة كالمفصولين والعمال المؤقتين

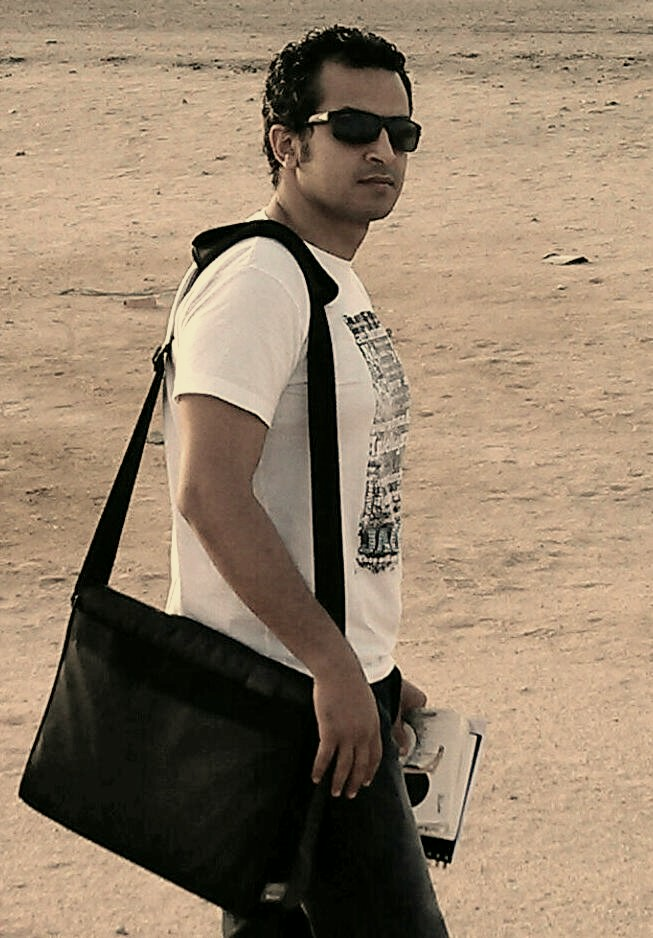
أحمد سعده أحد مؤسسي الاتحاد

## أولى المشاركات
قامت الحركة بالتظاهر أمام ديوان مظالم قصر الاتحادية. لدعم عودة المفصولين داخل قطاع البترول، وبحلول المساء صعدت الحركة من احتجاجها بنقل التظاهر أمام باب 4 الخاص بكبار الزوار وفوجئوا بحصار قوات الأمن المركزى لهم وتهديدهم بالقاء القبض على بعضهم.

### انتقادات
تعرضت الحركة لبعض الإتهامات الجاهزة والحاضرة كالتمويل من منظمات خارجية رغم أن الحركة لم يمضِ على ظهورها شهور.

## الربط مع التنظيمات الأخرى
أعلن أعضاء اتحاد عمال البترول الحر منذ اليوم الأول ان مطالبهم واضحة ولايعنيهم القتال والاستقتال بين القوى السياسية بقدر وصول الطبقة العاملة لحقوقهم المتمثلة في ظروف عمل آمنة ووضع مستقر وأجر كريم

## وصلات ومراجع
1. ↑  "عمال البترول يواجهون سياسات التقشف". جريدة التحرير.[وصلة مكسورة]
2. ↑  "اتحاد عمال البترول يحشد اعضاؤه أمام قصر الاتحادية". جريدة الوطن. مؤرشف من الأصل في 2019-12-10.

## وصلات خارجية
- الصفحة الرئيسية على الفيسبوك لاتحاد عمال البترول الحر  على فيسبوك.
- الموقع الاليكتروني لاتحاد عمال البترول الحر